# ラトックシステム

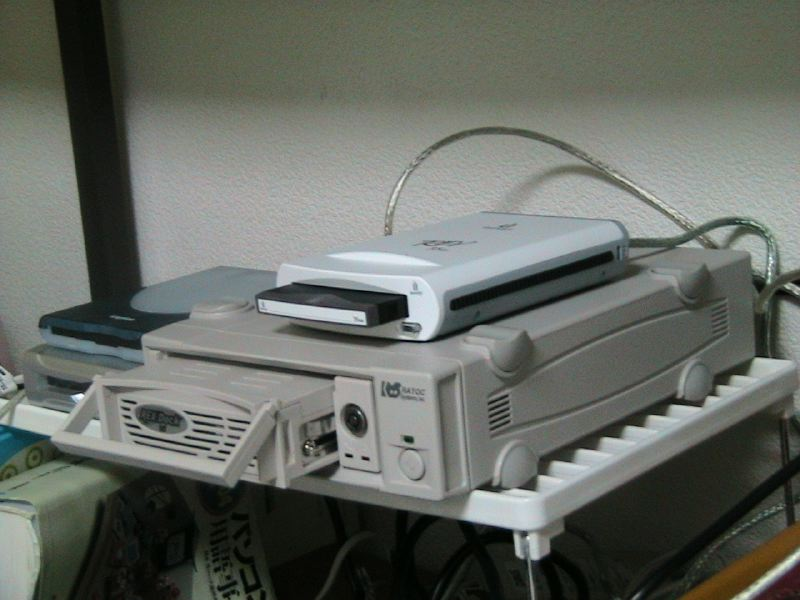
ラトックシステムのリムーバブルハードディスクドライブケース

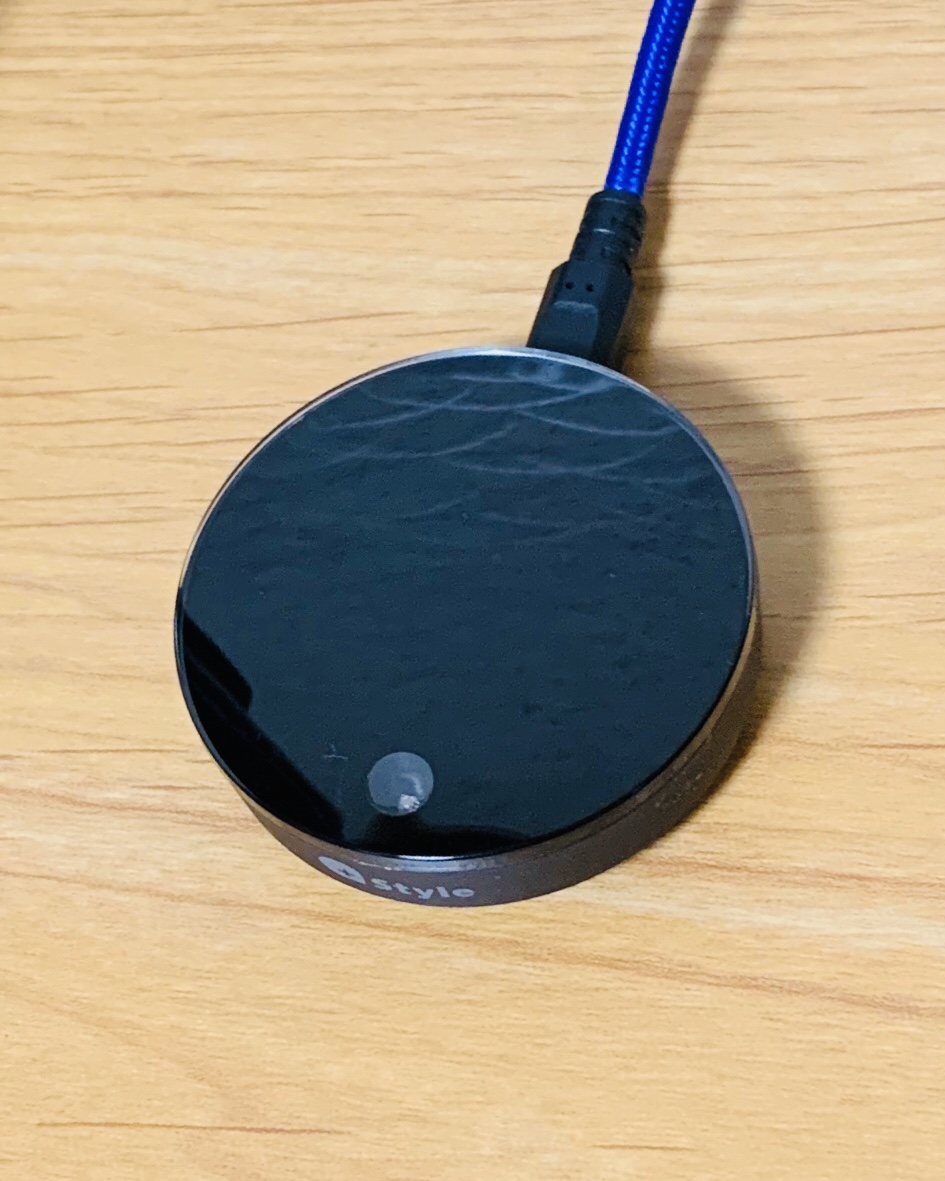
ラトックシステム監修の+Style スマートマルチリモコン

ラトックシステム株式会社は、大阪府大阪市西区南堀江に本社を置く企業。パソコンやスマートフォンの周辺機器や、音響機器の製造を手がける。

## 歴史
1983年（昭和58年）設立。SCSIなどのインタフェース拡張カードやKVMスイッチ（CPU切替器）といったパソコン周辺機器メーカーとして知られる一方、MIDIインターフェースやサウンドカード、USB接続のDACといったオーディオ機器も開発している。
創業者は岡村周善で、幼少のころは真空管アンプを自作してしまうような、いわゆる「ラジオ少年」であった。生物学を専攻していた大学時代にマイコンの世界へと入り、30年間ほどの会社生活を経て、自らの趣味でオーディオ機器の企画・開発・設計から製造の一部まで関与する「RATOC Audio Lab」（ラトックオーディオラボ）を立ち上げた。アメリカ合衆国のAppleとのコネクションを持ち、iPhoneを始めとするApple製品と自社製品との高い親和性を実現。また、小型コンピュータ「Raspberry Pi」を用いたオーディオ機器（いわゆるラズパイオーディオ）の開発にも高い関心を持っている。

## 事業所
- 本社・サポートセンター - 〒550-0015 大阪府大阪市西区南堀江1-18-4 Osaka Metro南堀江ビル 8階
- 東京支店 - 〒103-0015 東京都中央区日本橋箱崎町18-11 COSMO8ビル 6階

## 評価
価格.comプロダクトアワードの受賞歴は以下の通り。
| 年   | 部門                      | 賞   | 製品                           |
| ---- | ------------------------- | ---- | ------------------------------ |
| 2013 | カードリーダー            | 金賞 | REX-WIFISD1-BK                 |
| 2018 | 生活家電 - テレビリモコン | 金賞 | RS-WFIREX3（スマートリモコン） |